# Hybolasius fasciatus
Hybolasius fasciatus là một loài bọ cánh cứng trong họ Cerambycidae.